# Akrópoli (métro d'Athènes)
Akrópoli (grec moderne : Ακρόπολη, littéralement « Acropole ») est une station de métro grecque de la ligne 2 (ligne rouge) du métro d'Athènes, située à Acropolis quartier historique de la ville d'Athènes, capitale de la Grèce. Elle dessert notamment le site de l'Acropole.
Elle est mise en service en 2000, lors de l'ouverture du tronçon de Sýntagma à Dáfni.

## Situation ferroviaire
Établie en souterrain, la station d'Akrópoli est située sur la ligne 2 du métro d'Athènes, entre les stations de Syntagma et de Syngroú-Fix.

## Histoire
La station d'Akrópoli est mise en service le 16 novembre 2000 lors de l'inauguration du tronçon de la ligne 2 entre Sýntagma et Dáfni, dix mois après l'ouverture de la première section de la ligne. Construite suivant le plan général des stations de la ligne, elle est établie à 18 mètres sous le niveau du sol, avec deux voies encadrées par deux quais latéraux.

## Service des voyageurs

### Accueil
La station dispose de deux accès, au croisement des rues, Makrigianni et D. Aeropagitou, et Makrigianni et Athanasiou Diakou. Ils permettent d'accéder au niveau où se situe la billetterie, le service clients et les accès aux deux quais latéraux situés plus bas.

### Desserte
Akrópoli est desservie par toutes les circulations de la ligne. Quotidiennement, le premier départ est à 5 h 38, en direction d'Ellinikó, et à 5 h 37, en direction Anthoúpoli, le dernier départ est à 0 h 21, en direction d'Ellinikó et à 0 h 15 en direction d'Anthoúpoli (les samedis et dimanches le dernier départ est à 2 h 21 pour Ellinikó et à 2 h 15 pour Anthoúpoli).

### Intermodalité
Permet de rejoindre à pied les sites historiques. Près des accès l'on trouve des arrêts de trolleybus et de nombreux bus.

## Remarquable à proximité
Ce quartier historique permet d'accéder à des sites remarquables, notamment : l'Acropole, l'Agora, la Bibliothèque d'Hadrien, l'Odéon d'Hérode Atticus, l'Olympiéion, la Porte d'Hadrien et les Propylées, et également à des musées comme : le Musée de l'Acropole d'Athènes et le Musée national d'art contemporain d'Athènes.

## Galerie de photographies

Vestiges et copies présentés dans la station
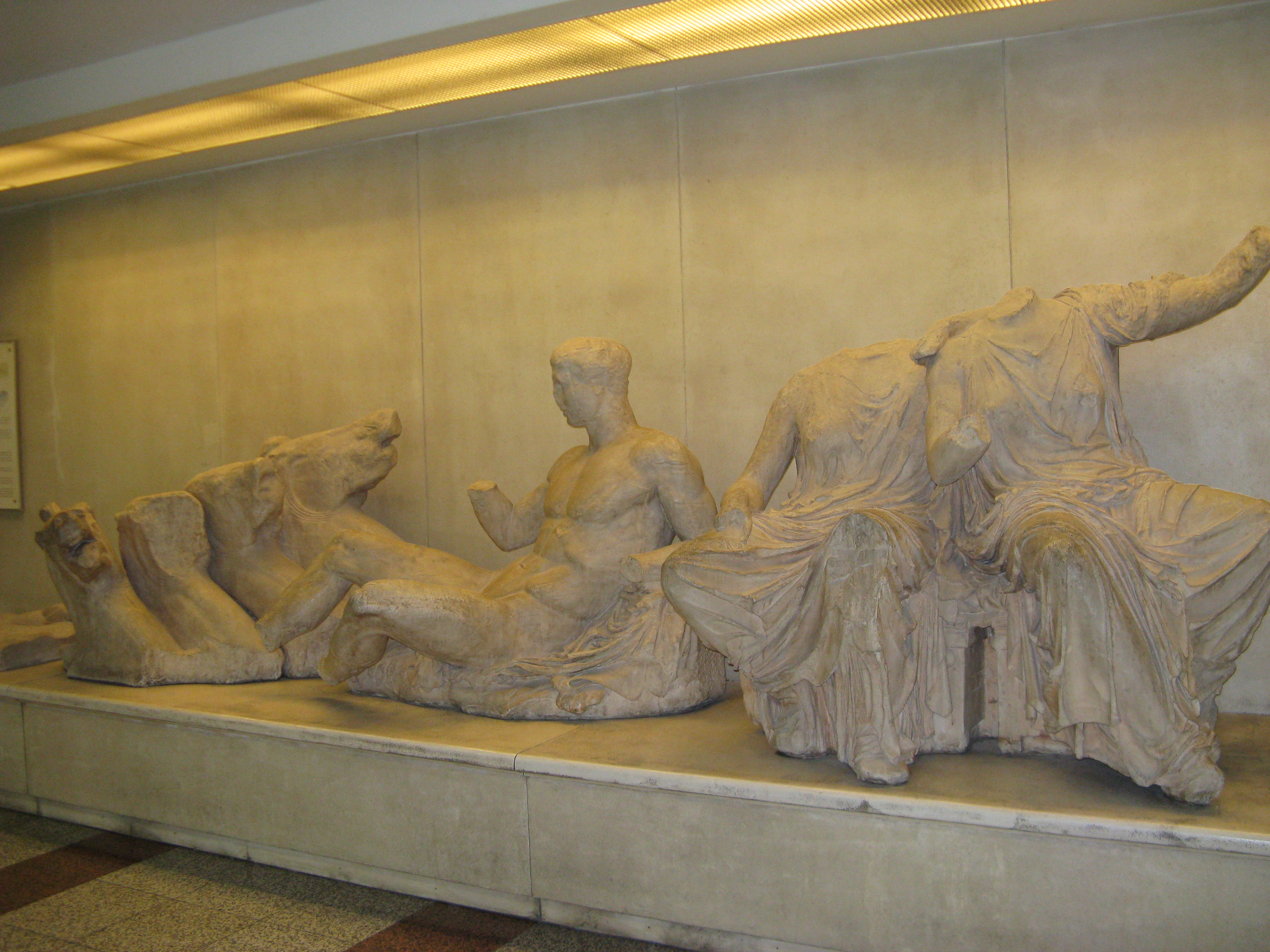
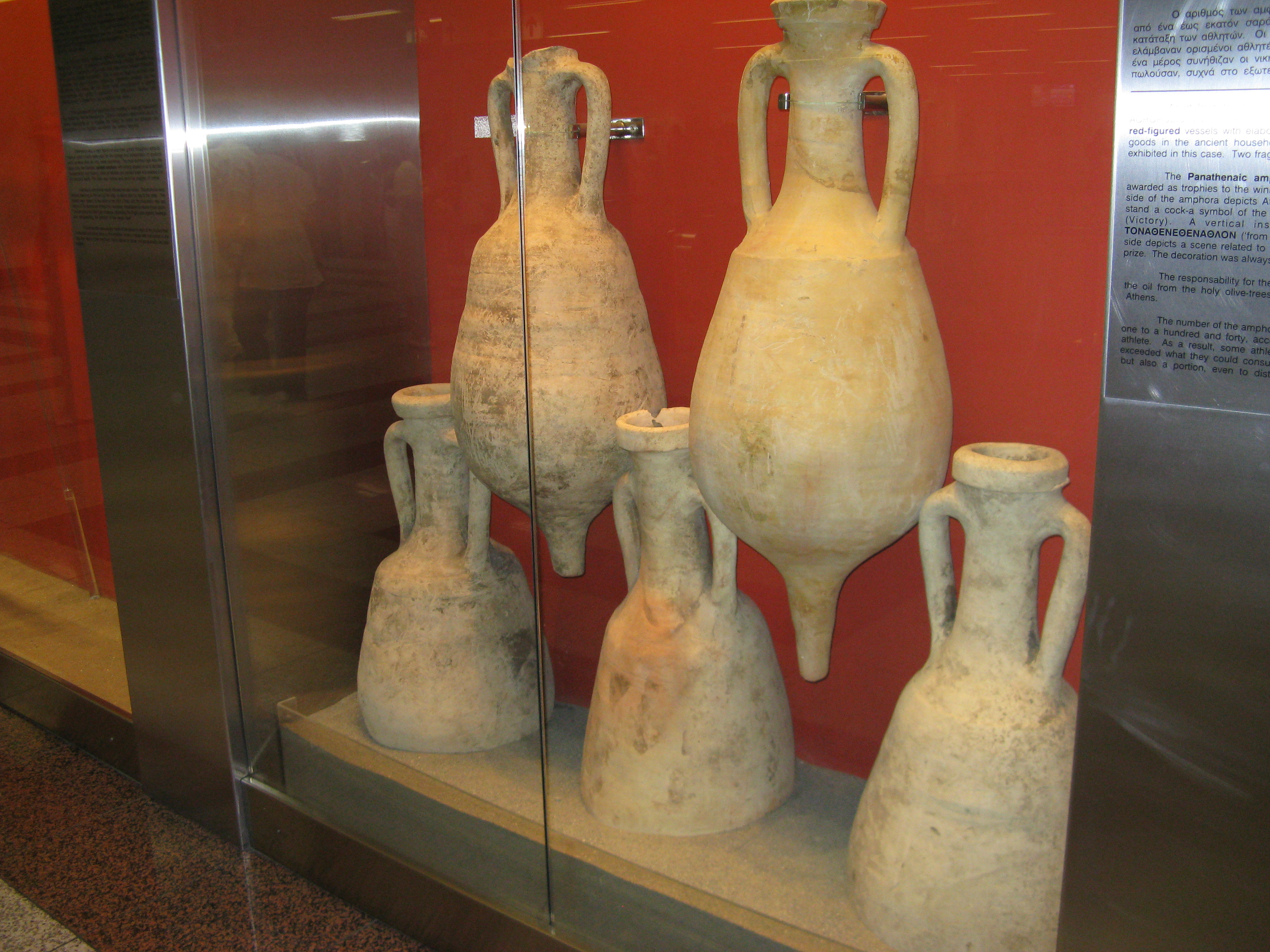
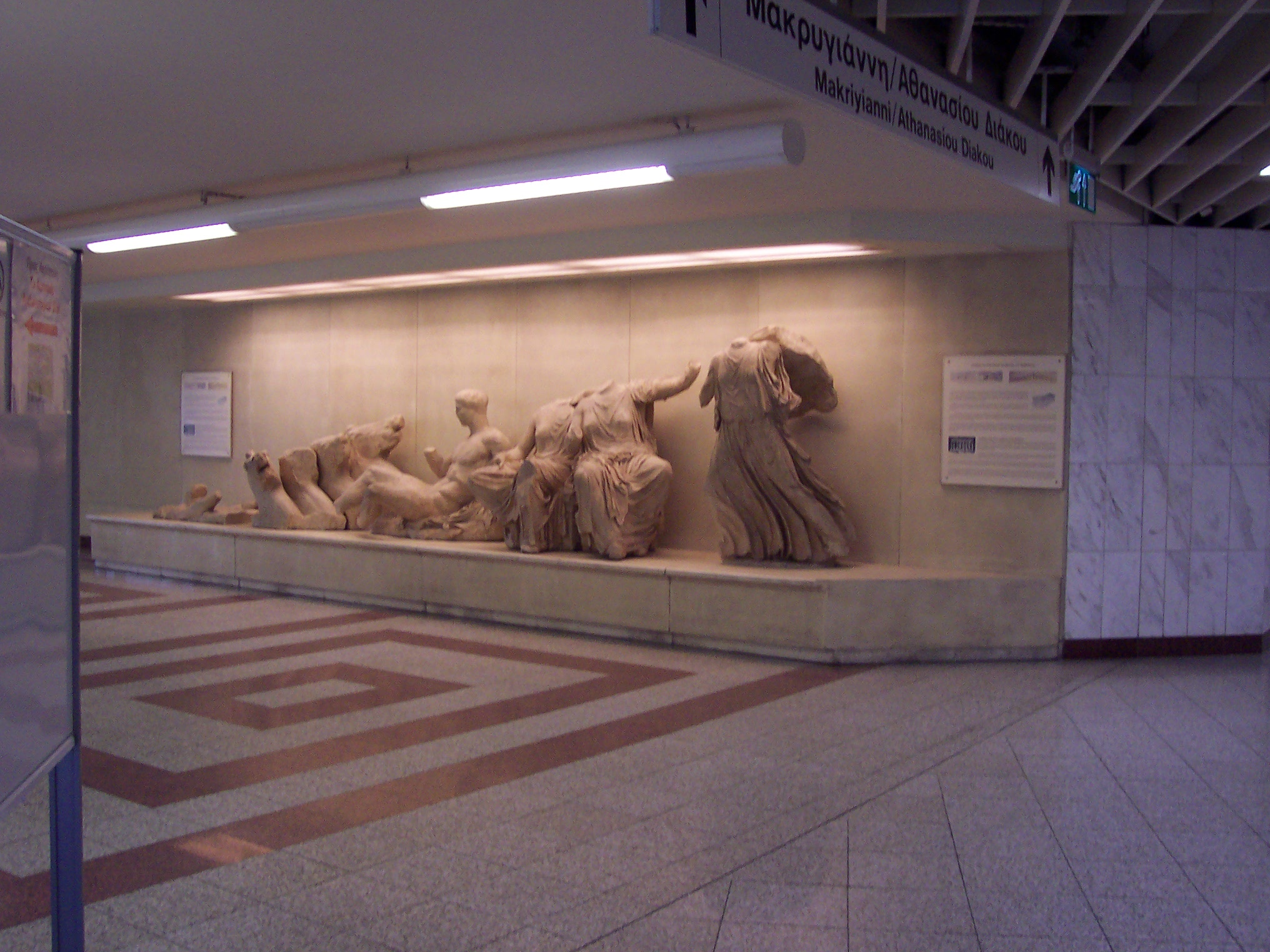
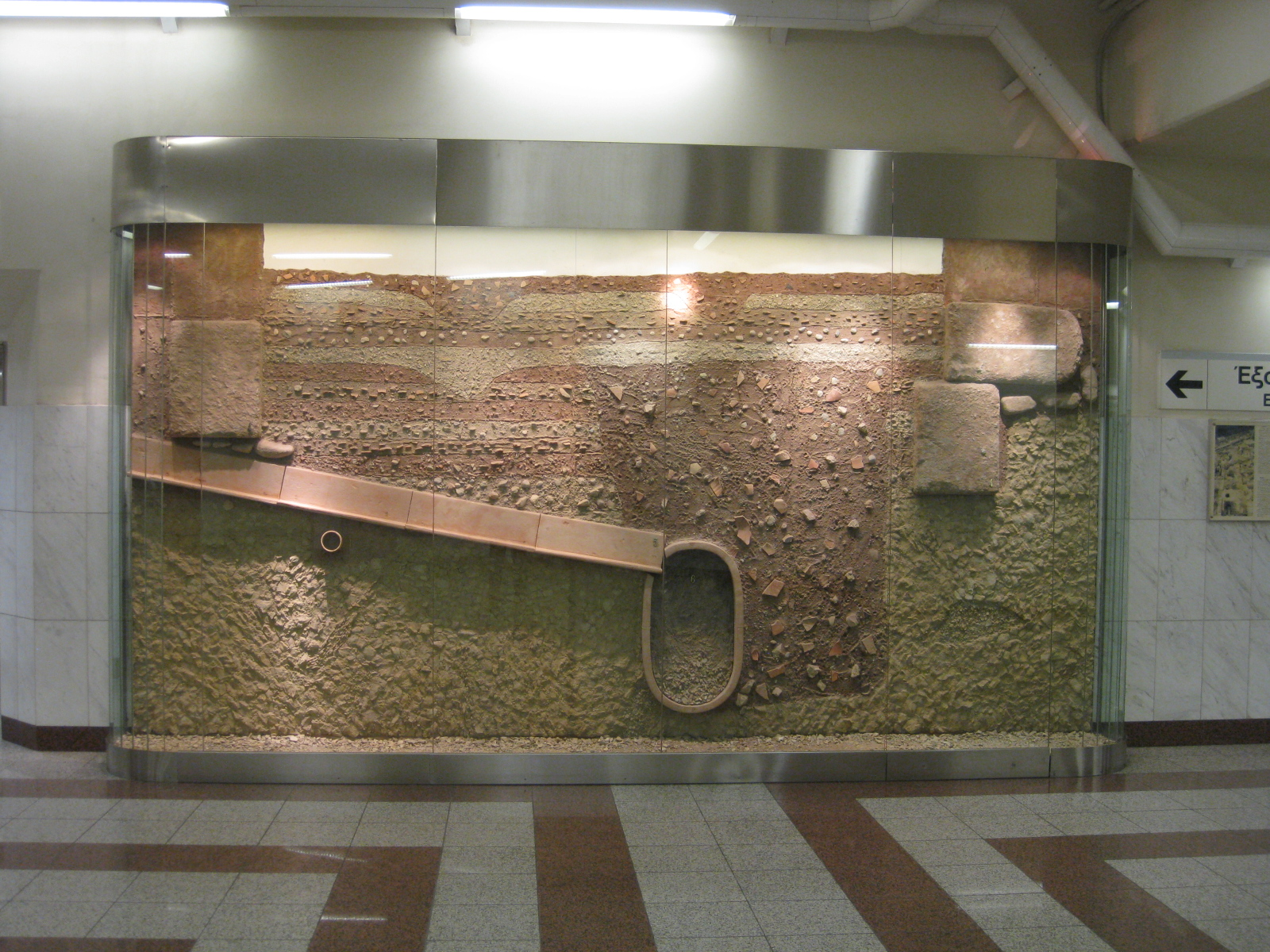